# Liubovîci, Horodok
Liubovîci (în ucraineană Любовичі) este un sat în comuna Kernîțea din raionul Horodok, regiunea Liov, Ucraina.

## Demografie
Componența lingvistică a localității Liubovîci
     Ucraineană (100%)
Conform recensământului din 2001, toată populația localității Liubovîci era vorbitoare de ucraineană (100%).